# Outbreak Festival
Outbreak Festival és un festival anglès de música hardcore punk fundat per Jordan Coupland i Lee Follows el 2011. Tot i començar al Broomhall Center de Sheffield, el festival s'ha traslladat a diferents ciutats al llarg de la seva existència: celebrant-se a Leeds del 2012 al 2019 i a Manchester a partir del 2022. Durant les seves edicions, el festival ha acollit, a més de grups locals com Knuckledust, grups internacionals com Cro-Mags, Gorilla Bescuits, Terror, Incendiary, Drug Church, Vein, Comeback Kid, Knocked Loose, Touché Amoré, Drain, Scowl o Turnstile.
En un article sobre l'Outbreak Festival 2018 a NME, Tom Connick va considerar que el festival era un referent del hardcore a nivell internacional i que demostrava que les subcultures han continuat existint fins a l'era d'internet. El 15 de maig de 2024 es va anunciar que l'edició de tardor de l'Outbreak Festival tindria lloc el 27 d'octubre al Bowlers Exhibition Centre de Manchester.